# Baselfahrer

Kehler Eisenbahnbrücke von 1861

Unter einem Baselfahrer verstand man in der Rheinschifffahrt einen speziellen Bautyp eines Räderbootes, der für die Rheinbefahrung bis Basel notwendig wurde.

## Geschichte
Nachdem durch die Rheinbegradigung in der Nachfolge von Johann Gottfried Tulla ab etwa 1900 eine durchgängige Befahrung des Oberrheins bis Basel (die sogenannte Baselfahrt) auch für große Schleppboote möglich wurde, mussten für die Strecke ab Straßburg rheinaufwärts viele  Fährseile und Brücken mit geringer Durchfahrtshöhe, insbesondere die Kehler Eisenbahnbrücke, passiert werden. Die neu entwickelten Baselfahrer konnten im Gegensatz zu herkömmlichen Dampfern ihre Kamine nicht nur auf halber Höhe abknicken, sondern den gesamten Kamin mittels eines Hilfsgerüstes („Mücke“) und einer speziellen Winde um 90° flach auf das Schiffsdeck legen. Zudem konnten Steuerhaus oder -stuhl demontiert werden, so dass oberhalb des Radkastens alle Aufbauten entfernt werden konnten. Außerdem hatten diese Schiffe oft kleinere Schaufelräder mit höherer Drehzahl wegen der stärkeren Strömung oberhalb Straßburgs.
Ein erster Dampfer dieses Typs war die 1905 von der Caesar Wollheim-Werft erbaute Johann Knipscheer XVIII der gleichnamigen Reederei in Ruhrort.

## Liste der Baselfahrer
| Baselfahrer (Liste nicht vollständig) | Baselfahrer (Liste nicht vollständig)                    | Baselfahrer (Liste nicht vollständig) | Baselfahrer (Liste nicht vollständig)             | Baselfahrer (Liste nicht vollständig)                      | Baselfahrer (Liste nicht vollständig) |
| Schiffsname                           | weitere Namen                                            | Baujahr                               | Bauwerft                                          | Reederei                                                   | Anmerkung                             |
| ------------------------------------- | -------------------------------------------------------- | ------------------------------------- | ------------------------------------------------- | ---------------------------------------------------------- | ------------------------------------- |
| Amsterdam                             |                                                          | 1923                                  | Schiffswerft Übigau, Dresden                      | Rhenus AG, Basel                                           |                                       |
| Bern                                  |                                                          | 1923                                  | P. Smit Jr., Rotterdam                            | Schweizer Schleppschiffahrts-Genossenschaft, Basel         |                                       |
| Brest                                 |                                                          | 1924                                  | P. Smit Jr., Rotterdam                            | Compagnie Générale pour la Navigation du Rhin, Strasbourg  |                                       |
| DAMCO 21                              |                                                          | 1922                                  | Caesar Wollheim-Werft, Breslau                    | Nederlandsche Rijnvaart Vereeniging NV, Rotterdam          |                                       |
| Dordrecht                             |                                                          | 1922                                  | Schiffs- und Maschinenbau AG Mannheim             | Standard Transport Maatschappij NV, Rotterdam              |                                       |
| Franz Haniel VI                       |                                                          | 1888                                  | Werft der Gutehoffnungshütte, (Duisburg-) Ruhrort | Franz Haniel & Cie., Duisburg                              | Umbau zum Baselfahrer 1931            |
| Franz Haniel X                        |                                                          | 1902                                  | Gebr. Sachsenberg, Rosslau (Elbe)                 | Franz Haniel & Cie., Duisburg                              | Umbau zum Baselfahrer 1931            |
| Franz Haniel XII                      | Vereinigte Frankfurter Reedereien X                      | 1909                                  | Gebr. Sachsenberg, Rosslau (Elbe)                 | Franz Haniel & Cie., Duisburg                              | Umbau zum Baselfahrer 1930            |
| Harpen IX                             | C. G. Maier IV, Rhenania IX, Deutschland, Kaiser Wilhelm | 1900                                  | Schiffswerft Übigau, Dresden                      | Harpener Bergbau AG, Abt. Schifffahrt, (Duisburg-) Ruhrort | Umbau zum Baselfahrer um 1930         |
| Johann Knipscheer XVIII               |                                                          | 1905                                  | Caesar Wollheim-Werft, Breslau                    | Johann Knipscheer, Duisburg-Ruhrort                        |                                       |
| Karlsruhe 25                          | Rijntrans 2, Colonia III                                 | 1923                                  | Gebr. Sachsenberg, Rosslau (Elbe)                 | Reederei Fendel, Mannheim                                  |                                       |
| La Rochelle                           | Mannheim V                                               | 1907                                  | Berninghaus, Duisburg                             | Compagnie Générale pour la Navigation du Rhin, Strasbourg  | Umbau zum Baselfahrer 1931            |
| Luzern                                |                                                          | 1923                                  | Gebr. Sachsenberg, Rosslau (Elbe)                 | Schweizer Schleppschiffahrts-Genossenschaft, Basel         |                                       |
| Mathias Stinnes 2                     | Rudolf Ohmann                                            | 1904                                  | Gebr. Sachsenberg, Rosslau (Elbe)                 | Vereinigte Stinnes-Rheinreedereien, Duisburg-Ruhrort       | Umbau zum Baselfahrer 1930            |
| Mathias Stinnes 14                    | Rheinstrom VII, Ernst Bassermann                         | 1910                                  | Gebr. Sachsenberg, Köln-Deutz                     | Vereinigte Stinnes-Rheinreedereien, Duisburg-Ruhrort       | Umbau zum Baselfahrer 1930            |
| Mathias Stinnes 21                    | Mathias Stinnes 18                                       | 1906                                  | Gebr. Sachsenberg, Rosslau (Elbe)                 | Vereinigte Stinnes-Rheinreedereien, Duisburg-Ruhrort       | Umbau zum Baselfahrer 1930            |
| Rhenania V                            | Koning Alberg                                            | 1911                                  | Gebr. Sachsenberg, Köln-Deutz                     | Rhenania Rheinschiffahrts-GmbH, (Duisburg-) Homberg        |                                       |
| Rhenania XV                           | Peter Küppers, Neptun                                    | 1926                                  | Gebr. Sachsenberg, Rosslau (Elbe)                 | Rhenania Rheinschiffahrts-GmbH, (Duisburg-) Homberg        |                                       |
| Saint-Malo                            | de Gruyter V, Fritz Funke                                | 1913                                  | Gebr. Sachsenberg, Rosslau (Elbe)                 | Compagnie Générale pour la Navigation du Rhin, Strasbourg  | Umbau zum Baselfahrer 1931            |
| Toulon                                |                                                          | 1928/1929                             | Gebr. Sachsenberg, Rosslau (Elbe)                 | Compagnie Générale pour la Navigation du Rhin, Strasbourg  |                                       |
| Utrecht                               |                                                          | 1923                                  | Schiffswerft Übigau, Dresden                      | Standard Transport Maatschappij NV, Rotterdam              |                                       |